# William Temple Franklin

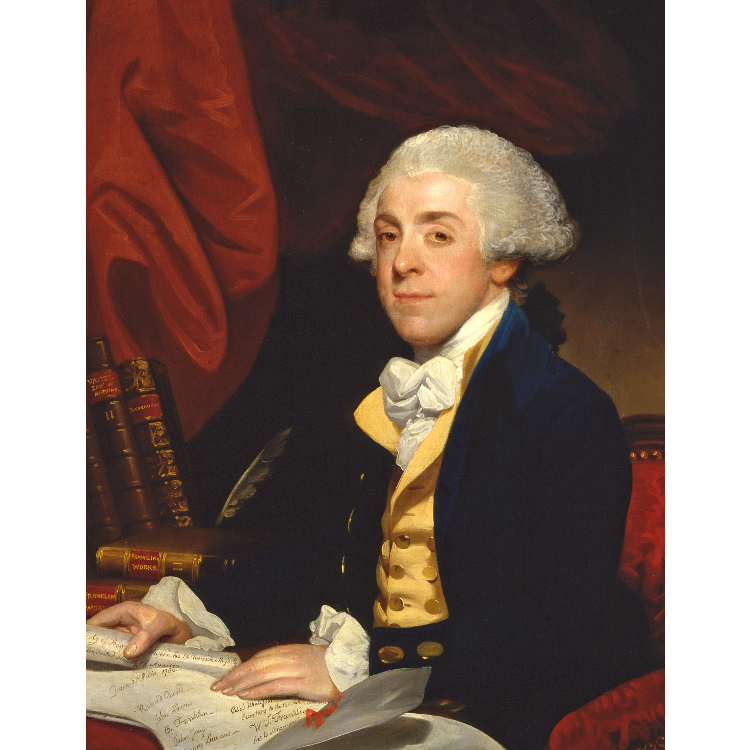
William Temple Franklin, Porträtiert von Mather Brown

William Temple Franklin (* 22. Februar 1760 in London; † 25. Mai 1823 in Paris) war der Enkel von Benjamin Franklin, einem der Gründerväter der Vereinigten Staaten von Amerika. Er wurde am 22. Februar 1760 geboren und war der Sohn von William Franklin, dem unehelichen Sohn von Benjamin Franklin. William Temple Franklin wurde oft „Temple“ genannt, um ihn von seinem Vater zu unterscheiden.
Temple Franklin begleitete seinen Großvater Benjamin Franklin nach Frankreich, als dieser dort als diplomatischer Vertreter der Vereinigten Staaten während der Amerikanischen Revolution tätig war. Er war ein Sekretär und Assistent seines Großvaters und half ihm bei diplomatischen Angelegenheiten.
Nach dem Tod von Benjamin Franklin im Jahr 1790 wurde Temple Franklin zum Haupterben seines Vermögens und erhielt eine bedeutende Sammlung von Briefen und Dokumenten seines Großvaters. Temple versuchte, das Vermächtnis seines Großvaters zu bewahren und zu veröffentlichen, indem er eine Ausgabe von Benjamin Franklins Autobiografie herausgab.
William Temple Franklin selbst führte ein bewegtes Leben und war auch als Künstler und Schriftsteller tätig. Er starb am 25. Mai 1823 in Paris.
| Personendaten    | Personendaten                                                                           |
| ---------------- | --------------------------------------------------------------------------------------- |
| NAME             | Franklin, William Temple                                                                |
| KURZBESCHREIBUNG | Enkel von Benjamin Franklin, einem der Gründerväter der Vereinigten Staaten von Amerika |
| GEBURTSDATUM     | 22. Februar 1760                                                                        |
| GEBURTSORT       | London                                                                                  |
| STERBEDATUM      | 25. Mai 1823                                                                            |
| STERBEORT        | Paris                                                                                   |